# 宽萼偏翅唐松草
宽萼偏翅唐松草（学名：Thalictrum delavayi var. decorum）为毛茛科唐松草属下的一个变种。

## 扩展阅读
- 維基物種上的相關：宽萼偏翅唐松草